# Lijst van rijksmonumenten in Bunschoten (gemeente)
De gemeente Bunschoten telt 14 inschrijvingen in het rijksmonumentenregister, hieronder een overzicht. 

## Bunschoten
De plaats Bunschoten telt 8 inschrijvingen in het rijksmonumentenregister. Zie Lijst van rijksmonumenten in Bunschoten (plaats) voor een overzicht.

## Spakenburg
De plaats Spakenburg telt 6 inschrijvingen in het rijksmonumentenregister.
| Object                                                                       | Oorspronkelijke functie? | Bouwjaar  | Architect | Locatie            | Coördinaten?                  | Nr.?   | Afbeelding                                                                   |
| ---------------------------------------------------------------------------- | ------------------------ | --------- | --------- | ------------------ | ----------------------------- | ------ | ---------------------------------------------------------------------------- |
| Werf Nieuwboer                                                               | Waterweg, werf en haven  | 1850-1900 |           | Oude Schans bij 86 | 52° 15' 17" NB, 5° 22' 42" OL | 520412 | Meer afbeeldingen                                                            |
| Werf Nieuwboer                                                               | Opslag                   | 1901      |           | Havenstraat 26     | 52° 15' 17" NB, 5° 22' 42" OL | 520413 | Meer afbeeldingen                                                            |
| Werf Nieuwboer                                                               | Nijverheid               | 1850-1900 |           | Oude Schans 86     | 52° 15' 17" NB, 5° 22' 42" OL | 520414 | Meer afbeeldingen                                                            |
| Werf Nieuwboer                                                               | Woonhuis                 | 1850-1900 |           | Oude Schans 87     | 52° 15' 17" NB, 5° 22' 42" OL | 520415 | Meer afbeeldingen                                                            |
| Visrokerij bestaande uit een voormalige woning en vijf geschakelde vishangen | Industrie                | 1877      |           | Oude Schans 56a    | 52° 15' 17" NB, 5° 22' 39" OL | 520416 | Visrokerij bestaande uit een voormalige woning en vijf geschakelde vishangen |
| Aan de havendijk gelegen visafslag                                           | Handel en kantoor        | 1923      |           | Havendijk 28       | 52° 15' 22" NB, 5° 22' 53" OL | 520419 | Aan de havendijk gelegen visafslag                                           |

Amersfoort ·
Baarn ·
Bunnik ·
Bunschoten ·
De Bilt ·
De Ronde Venen ·
Eemnes ·
Houten ·
IJsselstein ·
Leusden ·
Lopik ·
Montfoort ·
Nieuwegein ·
Oudewater ·
Renswoude ·
Rhenen ·
Soest ·
Stichtse Vecht ·
Utrecht ·
Utrechtse Heuvelrug ·
Veenendaal ·
Vijfheerenlanden ·
Wijk bij Duurstede ·
Woerden ·
Woudenberg ·
Zeist